# 另類金屬
另類金屬（Alternative metal）是一個以另類搖滾為基礎混入其他樂風，形成的一種新金屬樂，流行於在20世紀90年代初。最值得注意的是，另類金屬樂隊的特點是不尋常的拍子和一些不常用的技巧，重型音樂沉重的吉他即興，,和傳統金屬樂相較之下，較少的吉他獨奏和實驗方法。

## 起源
芬克搖滾樂隊“母親最好”的1981年專輯鐵時代被認為是由一些作為替代金屬的最早的例子。最初替代金屬欣賞者主要是另類搖滾迷。